# ماريو فرنسيسكو غولن غولن
ماريو فرنسيسكو غولن غولن هو سياسي مكسيكي، ولد في 4 أكتوبر 1970 في Comitán ‏ في المكسيك. نشط حزبياً في Ecologist Green Party of Mexico ‏. وقد انتخب عضو مجلس النواب المكسيك ‏.